# 후지 5호

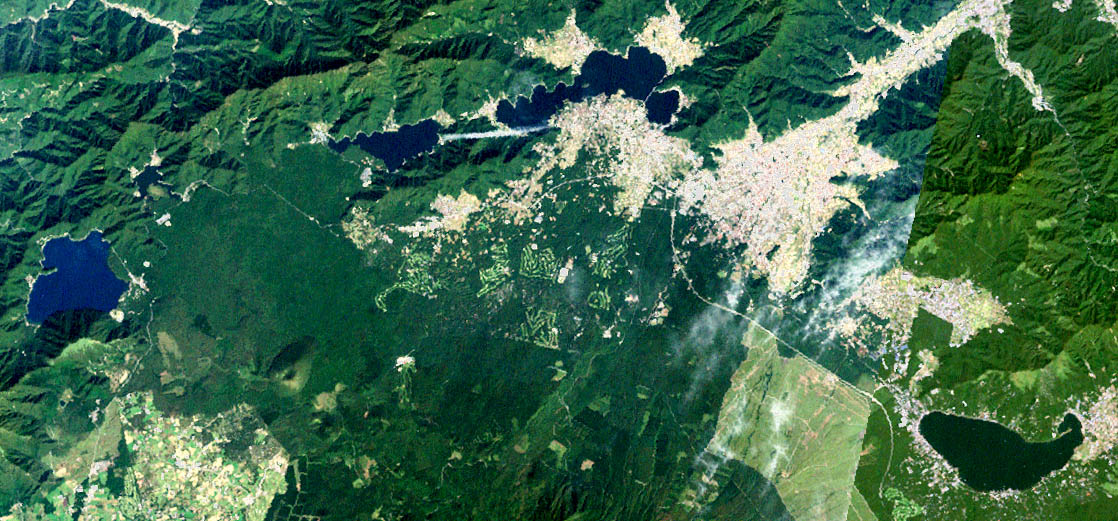
후지 5호의 랜드샛 위성 사진

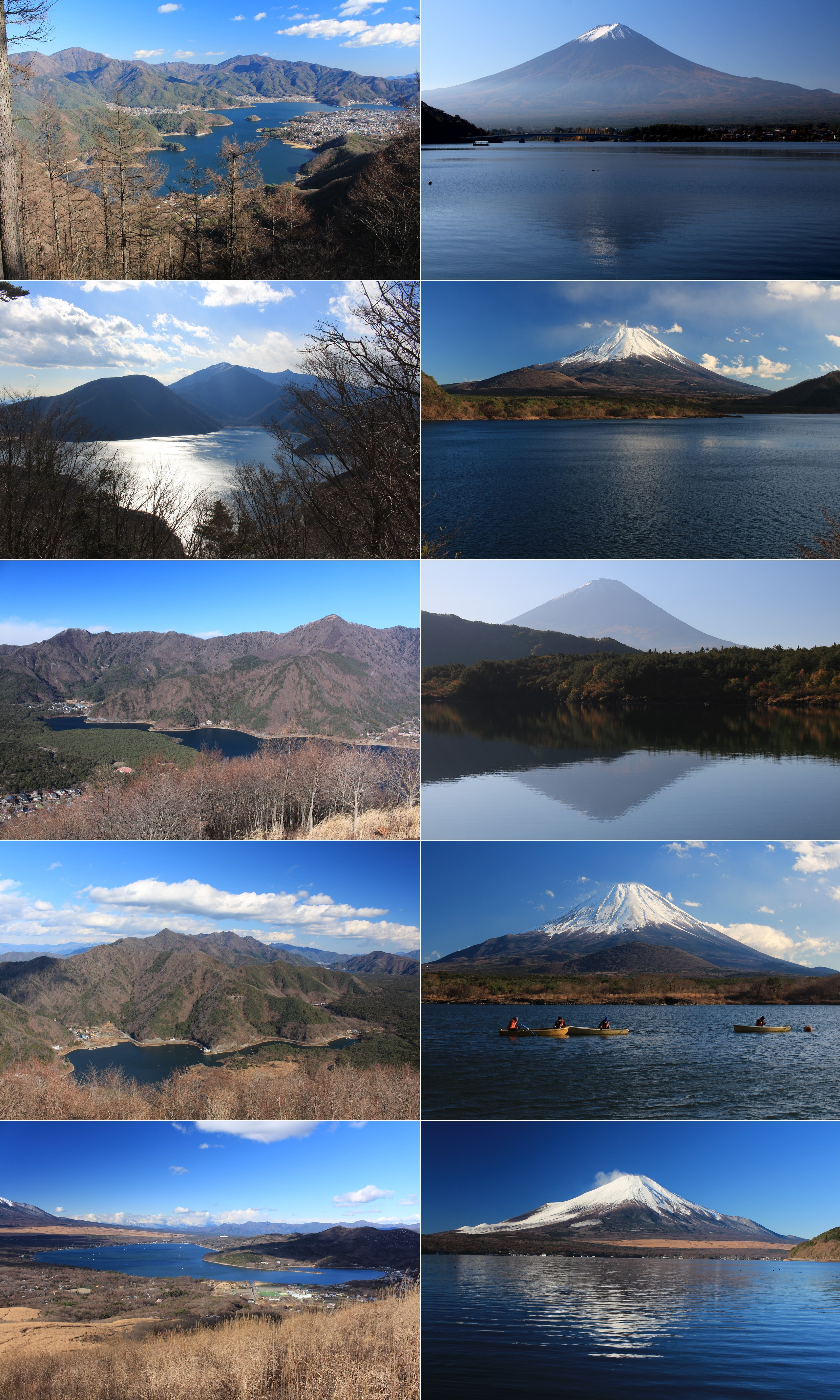
가와구치호
모토스호
사이호
쇼지호
야마나카호

후지고코(일본어: 富士五湖 ‘후지 5호’[*])는 일본 후지산 근처에 위치한 5개 호수를 가리킨다. 모든 호수가 야마나시현에 있다.
해발 800~900m의 고원 지대에 있으며, 모두 후지 하코네 이즈 국립공원(富士箱根伊豆国立公園)으로 지정되어 있다. 호수 주변은 민박, 펜션 등 각종 숙박시설과 기업 등의 연수 시설이 입지하는 관광, 휴양 지역이 되고 있다.

## 5개 호수
- 가와구치 호(河口湖)
- 모토스 호(本栖湖)
- 사이 호(西湖)
- 쇼지 호(精進湖)
- 야마나카 호(山中湖)

야마나카 호를 제외한 4개 호수는 후지카와구치코정에 속하여 있다.